# Däniken
Däniken (toponimo tedesco) è un comune svizzero di 2 769 abitanti del Canton Soletta, nel distretto di Olten. Ospita la centrale nucleare di Gösgen.